# Luzerner SC

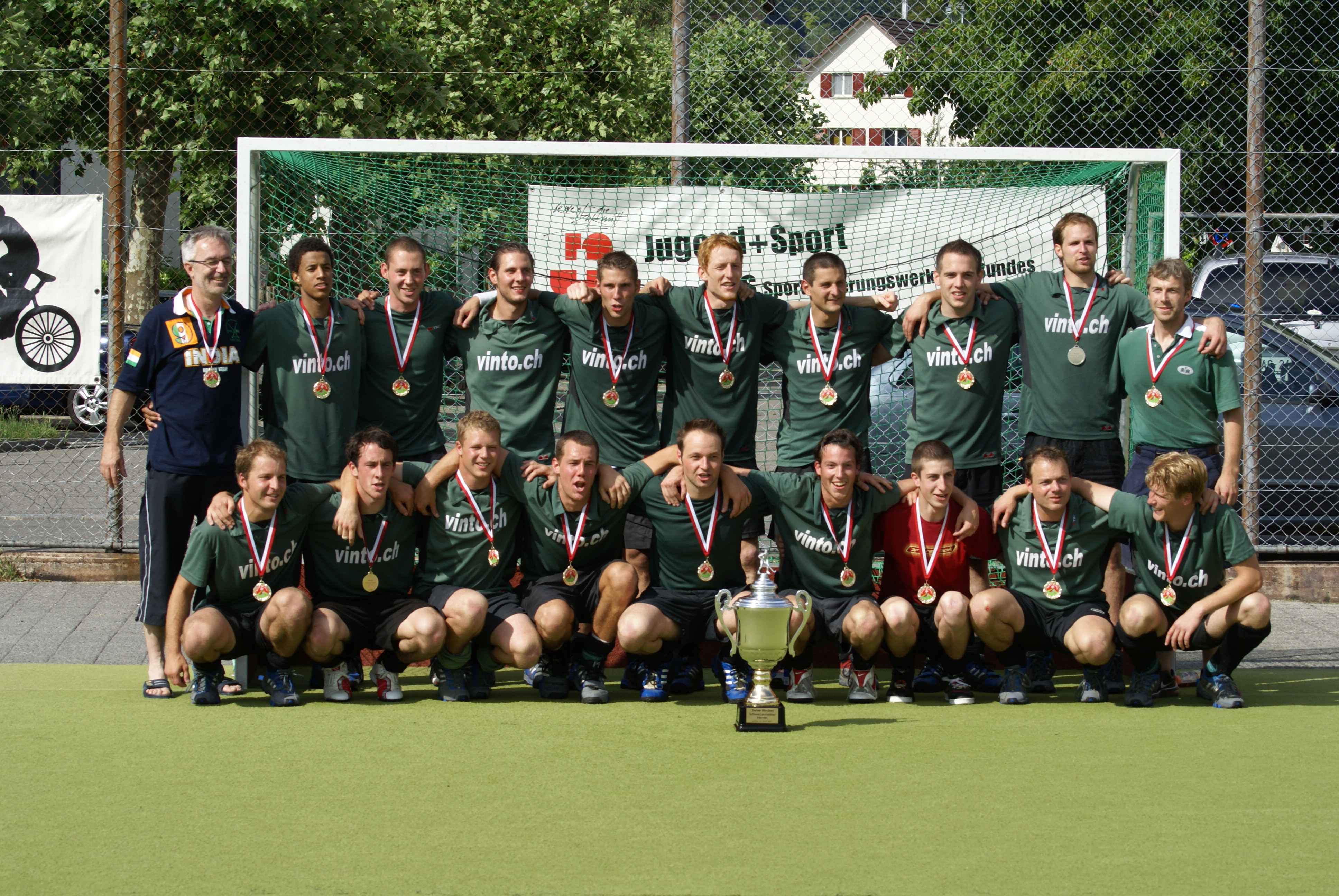
Heren kampioen in 2007

Luzerner SC is een Zwitserse hockeyclub uit Luzern. De club speelt zowel bij de dames als heren op het hoogste niveau in Zwitserland van veld- en zaalhockey. De club heeft verschillende prijzen gewonnen.

## Palmares

### Heren
- Landskampioen veld (2x):
  - 1968, 2007
- Landskampioen zaal (6x):
  - 1967, 1968, 1972, 2006, 2007, 2008
- Bekerwinnaar (1x):
  - 2007

### Dames
- Landskampioen veld (18x):
  - 1956, 1959, 1960, 1961, 1962, 1963, 1964, 1966, 1967, 1968, 1969, 1970, 1971, 1972, 1979, 1980, 1991, 1992
- Landskampioen zaal (11x):
  - 1966, 1968, 1969, 1970, 1971, 1972, 1974, 1987, 1993, 1994, 1997
- Bekerwinnaar (3x):
  - 1987, 1992, 1997